# Krvna grupa
Krvna grupa je nasljedna i nepromjenljiva karakteristika ljudi. Naročito je važno poznavati krvnu grupu pri transfuziji krvi, jer ako se radi o A ili B krvnoj grupi, i ta krv koja se daje nema iste antigene kao i crvene krvne stanice osobe koja je prima, antitijela u krvi od osobe koja prima tu transfuziju će primljenu krv prepoznati kao stranu, te će napasti i uništiti crvene krvne stanice te primljene krvi, a ta reakcija može imati vrlo ozbiljne zdravstvene posljedice, a može čak i osobu dovesti do smrti! Zbog toga je važno poznavati krvne grupe po tzv. ABO sistemu gdje postoje 4 krvne grupe:
- krvna grupa A
- krvna grupa B
- krvna grupa AB
- krvna grupa 0 (nula)

Treba napomenuti da iako se sistem zove "ABO", u hrvatskom jeziku kao i u nekim drugim jezicima zadnja grupa nije slovo O, nego brojka 0 (nula).
U eritrocitima krvne grupe 0 nema nikakvog faktora koji bi razarao tuđu krv, pa ljudi te grupe mogu davati krv svim ostalim grupama. Te osobe su univerzalni davatelji krvi, ali mogu primiti krv samo od svoje krvne grupe tj. krvne grupe 0. Suprotno njima, u eritrocitima krvne grupe AB postoje faktori i A i B koje razara krv drugih grupa. Takve osobe mogu dobiti krv od svakog, a mogu dati krv samo osobi iste krvne grupe tj. krvne grupe AB i oni su univerzalni primatelji. 
Krvna grupa 0 naziva se i univerzalnim davateljem zbog toga što nema ni A ni B bjelančevine na površini svojih eritrocita ta krv neće izazvati krvne reakcije u krvi bilo koje krvne grupe. Za razliku od toga krvna grupa AB naziva se univerzalnim primateljem jer ima obje vrste bjelančevina na membrani eritrocita pa ni protiv jedne neće reagirati.
REZUS FAKTOR (Rh ~faktor)
Drugi je sustav krvnih grupa. To je također nasljedno obilježje krvi koje potječe od posebne bjelančevine, nazvane rezus faktorom. Osoba koja ima tu bjelančevinu je Rh ~pozitivna (+), a za onu koja nema kažemo da je Rh ~negativna (-).
| KRVNA GRUPA | BJELANČEVINE NA POVRŠINI ERITROCITA | PROTUTIJELA      |
| ----------- | ----------------------------------- | ---------------- |
| 0           | NEMA                                | anti A i anti B  |
| A           | bjelančevina A                      | anti B           |
| B           | bjelančevina B                      | anti A           |
| AB          | bjelančevine A i B                  | nema protutijela |